# Ny Kronologi
Ny Kronologi er en pseudohistorisk konspirationsteori der går tilbage til Isaac Newton (The Chronology of Ancient Kingdoms Amended. 1728), og som i dag anføres af de russiske matematikere Anatolij Fomenko og Gleb Nosovskij.
Ifølge Fomenko, Nosovskij og den italiensk-franske filolog Joseph Scaliger kan der etableres en fælles antikhistorisk kronologi, der har søgt at gøre den Romerskkatolske kirkes indflydelse på verdenshistorien større, end tilfældet reelt var. Ifølge Anatolij Fomenko findes der ingen skriftlige kilder, der med sikkerhed kan dateres til tidligere end 1000-tallet. Konsekvensen af Ny Kronologi er, at oldtidens Grækenland, Romerriget og Egypten aldrig har eksisteret.
Russiske forskere mener, at Jesus blev født i 1152 e.Kr. på halvøen Krim og blev korsfæstet i 1185 på Yuşa Tepesi. Det gamle Jerusalem, er beskrevet i alle fire kanoniske evangelier som Yoros fæstning og i Det Gamle Testamente som Konstantinopel. Mest oplagt som forlæg til Biblens Jesus var ifølge Anatolij Fomenko den byzantinske kejser Andronikos Komnenos, som under sin regeringstid forsøgte at stække adlens magt, og som også led en voldsom død i 30 årsalderen. Det Gamle Testamente blev skrevet adskillige hundrede år efter Det Nye Testamente og omhandler begivenheder, der fandt sted i 1300-1500-tallet ifølge Fomenko.